# Goigol
Goigol (em azeri: Xanlar) é um dos 59 raiones nos que subdivide politicamente a República do Azerbaijão. A cidade capital é a cidade de Goigol. Anteriormente conhecido como Canlar, a região foi renomeado para "Goigol" por decisão do Parlamento do Azerbaijão em 25 de abril de 2008.

## Economia
A região está dominada pela agricultura. Produzem-se vinho, frutas e hortaliças e se prática a pecuária de menor escala.

## Transporte
Através do rayon passa uma autopista e uma linha de trem da "Azərbaycan Dövlət Dəmir Yolu".